# Maria Cantemir

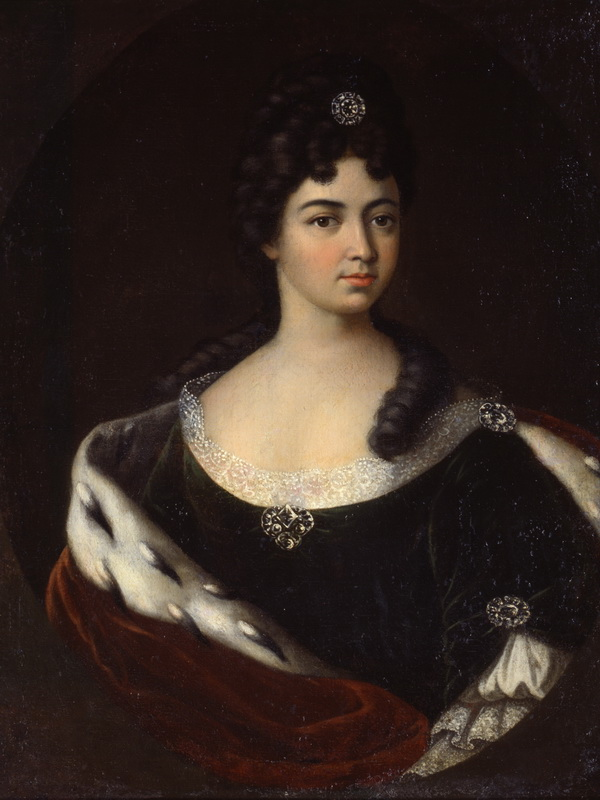
Maria Cantemir.

Maria Cantemir, född 29 april 1700 i Iași, död 9 september 1754 i Moskva, var en rumänsk adelsdam, rysk hovdam och salongsvärd, mätress till tsar Peter den store. 
Dotter till furst Dimitrie Cantemir och syster till poeten Antioch Kantemir. Maria var mycket välutbildad. Hennes familj emigrerade till Ryssland 1711 efter att ha stött en rysk invasion i det turkiska Moldavien. Hon nämns i Lovisa von Burghausens skildring av sin tid i fångenskap. 
Maria blev Peters mätress 1720. 1722 följde hon med Peter till Astrachan, där hon födde en son. Hon uppfattades då som ett hot mot kejsarinna Katarina, som var rädd att bli ersatt av henne. Sonen dog 1723, möjligen förgiftad av Katarinas läkare. Peters och Marias relation fortsatte mot bakgrunden av Katarinas förbindelse med Mons. 
Maria lämnade hovet vid Peters död 1725, men var hovdam åt tsar Peter II av Ryssland:s syster Natalia 1727–28 och Anna Ivanovna 1730–31. Från 1732 höll hon salong i Sankt Petersburg. 1744 bad hon om broderns tillstånd att grunda ett kloster och bli nunna, men nekades detta. Vid sin död 1754 testamenterade hon sin mark åt grundandet av ett kloster.